# (27849) Suyumbika
(27849) Suyumbika ist ein Asteroid des inneren Hauptgürtels, der am 19. Oktober 1994 vom russischen Astronomen Timur Krjatschko am Engelhardt-Observatorium der Kasaner Föderalen Universität (IAU-Code 114) entdeckt wurde. Das Observatorium befindet sich im Rajon Selenodolsk, in 24 Kilometer Entfernung der tatarischen Hauptstadt Kasan.
Mittlere Sonnenentfernung (große Halbachse), Exzentrizität und Neigung der Bahnebene des Asteroiden ähneln den Bahndaten der Mitglieder der Flora-Familie, einer großen Gruppe von Asteroiden, die nach (8) Flora benannt ist. Asteroiden dieser Familie bewegen sich in einer Bahnresonanz von 4:9 mit dem Planeten Mars um die Sonne. Die Gruppe wird auch Ariadne-Familie genannt, nach dem Asteroiden (43) Ariadne.
(27849) Suyumbika wurde am 28. September 2004 nach dem Sujumbike-Turm benannt, einem der Wahrzeichen von Kasan.